# Alexander Alexandrowitsch Eichenwald
Alexander Alexandrowitsch Eichenwald (russisch Александр Александрович Эйхенвальд; * 23. Dezember 1863jul. / 4. Januar 1864greg. in St. Petersburg; † 12. September 1944 in Mailand) war ein russischer Physiker und Hochschullehrer.

## Leben
Eichenwalds Vater Alexander Fjodorowitsch Eichenwald war Fotograf mit einem Atelier in der Moskauer Petrowski-Passage, der die künstlerische Fotografie anstrebte. Die Mutter Ida Iwanowna Eichenwald geborene Papendick war Harfenistin und Professorin am Moskauer Konservatorium.
Eichenwald besuchte 1873–1883 in Moskau das private Kreimann-Gymnasium. Seit seiner Jugend war er mit Pjotr Nikolajewitsch Lebedew befreundet. Nach der Schule begann Eichenwald das Studium an der Universität Moskau (MGU) in der naturkundlichen Abteilung der physikalisch-mathematischen Fakultät. Im Juni 1885 wechselte er zum St. Petersburger Institut der Verkehrsingenieure, an dem er das Studium 1888 mit einem Diplom 1. Klasse abschloss. Darauf arbeitete er als Ingenieur bei der Rjasan-Ural-Eisenbahn und wohnte bei seinem Vater in Moskau. 1890–1895 wirkte er als Assistent des Hauptingenieurs bei der Planung und dem Bau der Kiewer Kanalisation mit.
1895 ging Eichenwald nach Straßburg und studierte an der Universität Straßburg Experimentalphysik bei Ferdinand Braun und Theoretische Physik bei Emil Cohn. Mit seiner Dissertation über die Absorption elektromagnetischer Wellen in Elektrolyten wurde er 1897 zum Dr. phil. nat. (philosophiae naturalis) promoviert. Als er nach Moskau zurückkehrte, übergab ihm Lebedew, der an der neuen Ingenieurschule Physik lehrte, seine Stelle. Eichenwald richtete dort ein Forschuningslaboratorium ein, in dem er 1901–1904 den magnetischen Effekt von Körpern untersuchte, die sich in einem elektrostatischen Feld bewegten. Als er die daraus resultierende Magisterarbeit verteidigte, wurde er mit dieser Arbeit auf Empfehlung der Professoren Lebedew, Nikolai Alexejewitsch Umow und Alexei Petrowitsch Sokolow zur Verteidigung als Doktorarbeit an der MGU zugelassen, die er 1908 erfolgreich absolvierte. Seine weiteren Arbeiten bestätigten die theoretischen Vorstellungen von Hendrik Antoon Lorentz und passten zur Relativitätstheorie. Auch ergänzte er mit seiner Analyse der Lichtwellen die Drude-Theorie. Dazu verfasste eine Reihe von Lehrbüchern zur Physik.
Daneben lehrte Eichenwald seit 1901 an den Höheren Guerrier-Kursen für Frauen, für die er das Projekt für den Bau eines Physik-Chemie-Gebäudes mit dem Architekten Alexander Nikolajewitsch Sokolow organisierte. 1905 wurde Eichenwald zum Direktor der Moskauer Ingenieurschule gewählt (bis 1908). Sogleich schlug er eine Reformierung des Unterrichtssystems vor. 1908 wurde er dort Adjunkt und 1910 außerordentlicher Professor. Daneben lehrte er ab 1907 am Moskauer Handelsinstitut (bis 1917), an dem er 1912 ordentlicher Professor am Lehrstuhl für Physik wurde.
1909 wurde Eichenwald zum außerordentlichen Professor am Lehrstuhl für Physik und Physische Geographie der MGU gewählt. 1911 verließ er zusammen mit 130 Professoren und Dozenten aus Protest die MGU, als der neue Bildungsministers Léon Casso  bezüglich der Berufung von Professoren in die Autonomierechte der MGU eingriff (Affäre Casso). Er kehrte nach der Februarrevolution 1917 an die MGU zurück und ließ sich nach der Oktoberrevolution zum 1. November 1918 wieder entlassen. 1919 wurde er Mitglied der Akademie der Wissenschaften der Ukraine.
Im September 1920 reiste Eichenwald im Auftrage des Staates mit seiner zweiten Frau Jelena Konstantinowna nach Berlin, um wissenschaftliche Literatur und Geräte zu erwerben. Aus Berlin kehrte er offenbar wegen seiner sich verschlechternden Gesundheit nicht zurück. Er begab sich nach Prag, wo er 1923 Professor am Russischen Pädagogischen Institut J.A. Comenius wurde und Vorlesungen über physikalische Methodik und Kosmografie hielt. 1926 ließ er sich in Mailand nieder. Seine wissenschaftlichen Arbeiten schickte er nach Moskau zur Veröffentlichung. Seine letzte Arbeit über akustische Wellen hoher Amplitude erschien 1934 in der UdSSR in den Uspechi Fisitscheskich Nauk.
Eichenwalds Geschwister Margarita, Nadeschda und Anton waren Musiker.